# Kabelsteg (München)
Der Kabelsteg ist eine Fußgängerbrücke in München. Der Steg verbindet das Ostufer der Isar (auf der Kalkofeninsel) mit der Praterinsel und überquert dabei den Kleine Isar genannten Seitenarm der Isar. Die direkte Fortsetzung über die Große Isar ist die Mariannenbrücke, die von der Insel zum Westufer führt.

## Bauwerk und Name
Der Entwurf für das Eisenbetonbauwerk mit zwei weiten, flachen Bögen stammt von den städtischen Baubeamten Adolf Schwieling und Aquilin Altmann. Die Brücke wurde 1898 von Wayss & Freytag auf Grundlage der von Joseph Monier erworbenen Lizenzen für den Eisenbetonbau ausgeführt. Sie war ursprünglich mit Muschelkalksteinen verkleidet, die Verkleidung wurde jedoch bei einer Sanierung entfernt. Sie ist insgesamt 76,50 m lang, ihre beiden eingespannten Bogen haben eine Spannweite von je 37 m. Die Öffnung über dem Mittelpfeiler dient der Reduzierung des Gewichts der Brücke und der Widerstandsfläche gegenüber einem sehr großen Hochwasser. Die Form dieser Öffnung unterstreicht außerdem die geschwungene Linienführung der gesamten Brücke. Die Brücke überstand das Hochwasser vom 14. September 1899, dem die Luitpoldbrücke und die Max-Joseph-Brücke zum Opfer fielen, gut. Der Name der Brücke kommt von der früheren Nutzung als Übergang für die Wasser- und die Elektrizitätsversorgung vom Muffatwerk über die Isar. Die Kabel lagen in drei Kanälen in der Brückenplatte. 
Der Kabelsteg und sein Eisengeländer sind in Jugendstilformen gehalten. Der Steg ist ein frühes Beispiel einer Stahlbetonbrücke und steht unter Denkmalschutz.

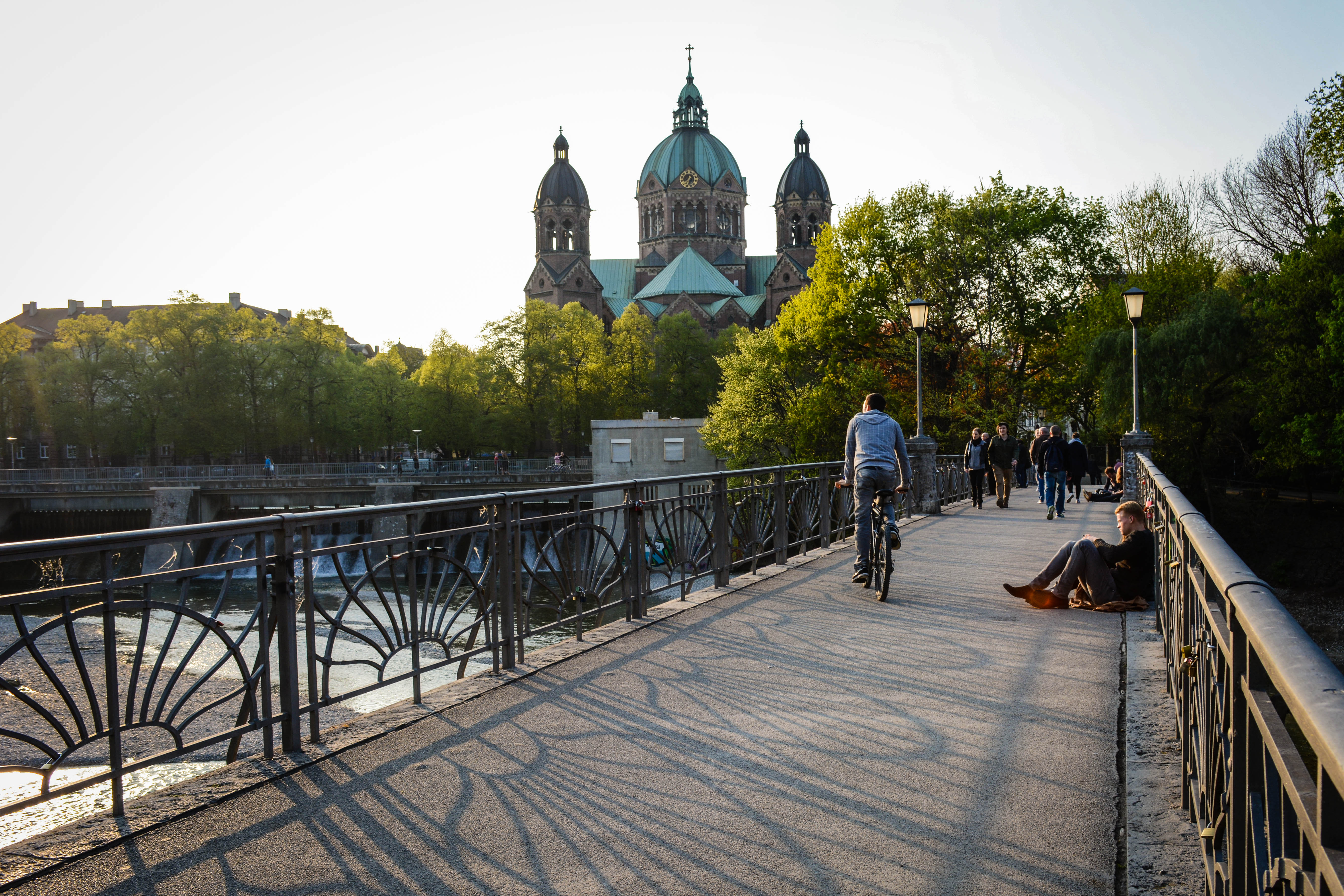
Fahr- bzw. Lauffläche mit Jugendstilgeländer. Die Kirche im Hintergrund ist St. Lukas